# میک میکیور
میک میکیور (انگلیسی: Mikk Mikiver؛ ۴ سپتامبر ۱۹۳۷ – ۹ ژانویه ۲۰۰۶) بازیگر سینما و تئاتر و کارگردان تئاتر مطرح و برجسته اهل استونی بود.
از فیلم‌ها یا برنامه‌های تلویزیونی که وی در آن نقش داشته‌است می‌توان به نبرد مسکو اشاره کرد.
وی همچنین برندهٔ جوایزی همچون جایزه دولتی اتحاد شوروی و جایزه هنرمند مردمی اتحاد جماهیر شوروی شده‌است.